# Улица Васнецова (Минск)

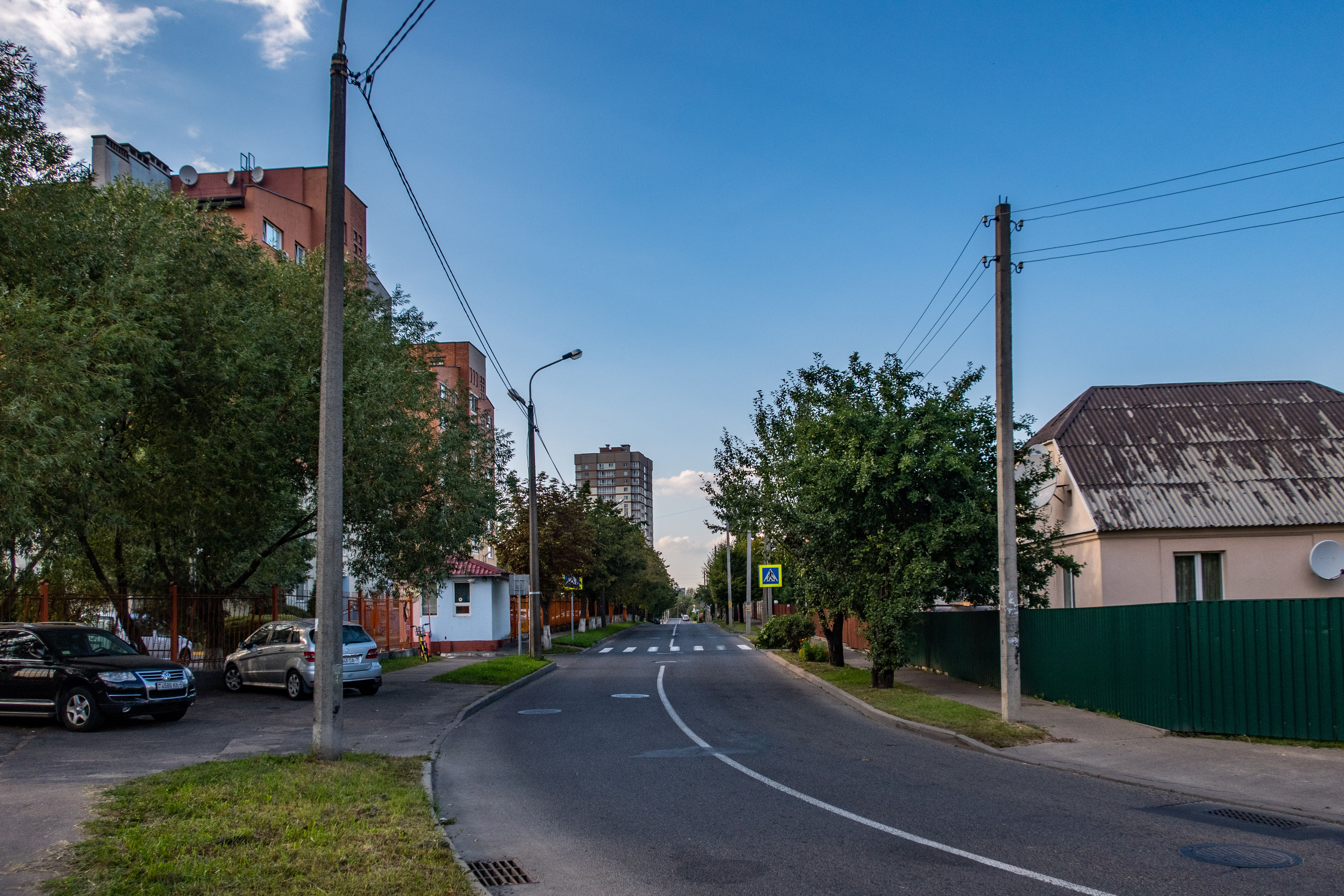
Улица Васнецова

Улица Васнецо́ва (бел. Вуліца Васняцова) находится в Заводском районе Минска. Длина улицы составляет около 2 км.

## История
В 1960 году улица названа в честь Виктора Михайловича Васнецова, русского живописца и архитектора, мастера исторической и фольклорной живописи. Многие соседние улицы также названы в честь художников. До начала 1950-х годов на месте улицы были поля, пустыри. Среди застройки преобладает частный сектор, сформировавшийся в 1950-е годы в окрестностях бывшей деревни Будилово. Начальный участок застроен 5-этажными зданиями 1962—1970 годов и несколькими 9-этажными зданиями, в 2000—2002 годах построено несколько 8-этажных жилых домов, в 2015 году на месте нескольких снесённых индивидуальных зданий построен 19-этажный жилой дом.

## Описание
Улица начинается от одного из главных и крупных проспектов города Партизанского проспекта и заканчивается пересечением с улицей Юношеской. Нумерация зданий — от Партизанского проспекта. Улица Васнецова пересекается с улицами Народной, Яна Райниса, Плеханова, Тухачевского, Айвазовского, Кулешова, а также 1-м и 2-м переулками Васнецова, переулком Сурикова, 1-м Юношеским переулком. На улице есть несколько поворотов: на начальном участке улица ориентирована на юго-юго-запад, затем — на юг и юго-восток. Большая часть улицы проходит параллельно Слепянской водной системе.
Движение общественного транспорта непосредственно по улице отсутствует, но на Партизанском проспекте и улице Плеханова есть остановки «Васнецова», на которых останавливается ряд автобусных (№ 9, 9д, 56, 59, 79, 93), троллейбусных (№ 3, 16, 17, 34, 35, 35д, 67) и трамвайных (№ 3, 6, 7, 9) маршрутов. Поблизости расположена станция «Партизанская» Минского метрополитена.

## Объекты

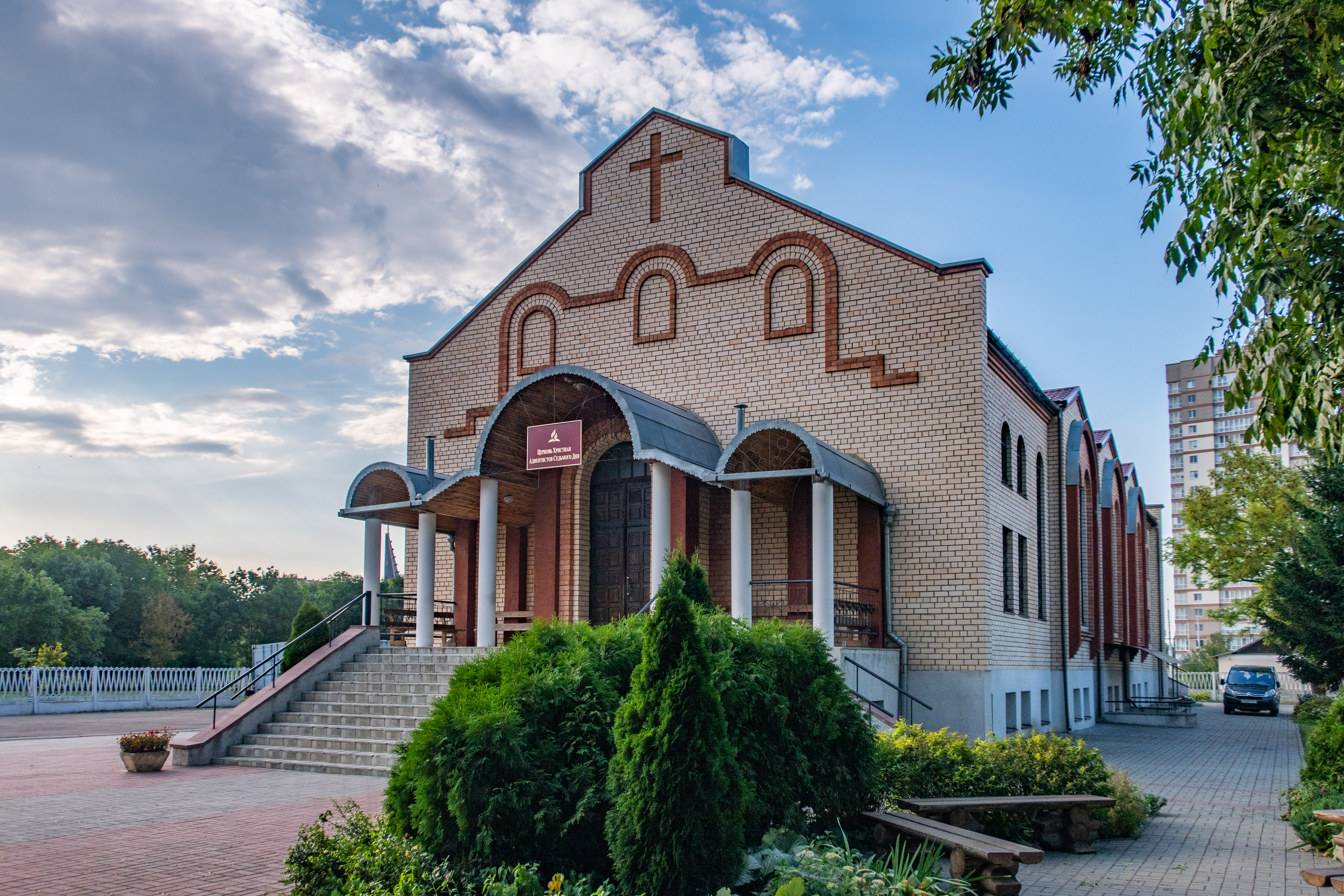
Церковь адвентистов седьмого дня (ул. Васнецова, 32)

На улице находятся гимназия № 14 и церковь христиан-адвентистов седьмого дня.